# Atletismo nos Jogos Pan-Americanos de 2003 - Salto com vara feminino
A prova do salto com vara feminino nos Jogos Pan-Americanos de 2003 foi realizada em 9 de agosto de 2003. Melissa Mueller estabeleceu um novo recorde pan-americano com o sarrafo a 4.40 metros.

## Calendário
| Data        | Fase  |
| ----------- | ----- |
| 9 de agosto | Final |

## Medalhistas
| Ouro   | USA Melissa Mueller  |
| Prata  | CHI Carolina Torres  |
| Bronze | CAN Stephanie McCann |

## Recordes
Recordes mundial e pan-americano antes da disputa dos Jogos Pan-Americanos de 2003.
| Tipo                             | Atleta            | Tempo  | Local     | Data                |
| -------------------------------- | ----------------- | ------ | --------- | ------------------- |
|                                  | Yelena Isinbayeva | 4.82 m | Gateshead | 13 de julho de 2003 |
| Recorde dos Jogos Pan-Americanos | Alejandra García  | 4.30m  | Winnipeg  | 28 de julho de 1999 |

## Resultados
| Posição | Atleta               | Saltos  | Saltos    | Saltos    | Saltos    | Saltos    | Saltos    | Final     |
| Posição | Atleta               | 1       | 2         | 3         | 4         | 5         | 6         | Resultado |
| ------- | -------------------- | ------- | --------- | --------- | --------- | --------- | --------- | --------- |
| 1       | USA Melissa Mueller  | 4.10-O  | 4.20-O    | 4.30-O    | 4.35-O    | 4.40-O    | 4.45-XXXX | 4.40 m    |
| 2       | CHI Carolina Torres  | 4.00-O  | 4.10-XO   | 4.20-O    | 4.30-O    | 4.35-X-   | 4.45-XX   | 4.30 m    |
| 3       | CAN Stephanie McCann | 4.00-O  | 4.10-O    | 4.20-O    | 4.30-XXXX |           |           | 4.20 m    |
| 4       | USA Kellie Suttle    | 4.10-O  | 4.20-XXXX |           |           |           |           | 4.10 m    |
| 5       | CUB Katiuska Pérez   | 3.80-O  | 3.90-XO   | 4.00-O    | 4.10-O    | 4.20-XXXX |           | 4.10 m    |
| 6       | CAN Dana Ellis       | 4.00-O  | 4.10-XXXX |           |           |           |           | 4.00 m    |
| 7       | MEX Alejandra Meza   | 3.60-O  | 3.80-XO   | 3.90-O    | 4.00-XXO  | 4.10-XXXX |           | 4.00 m    |
| 8       | PUR Dennise Orengo   | 3.80-O  | 3.90-O    | 4.00-XXXX |           |           |           | 3.90 m    |
| 9       | PUR Michelle Vélez   | 3.80-XO | 3.90-XXXX |           |           |           |           | 3.80 m    |
| 10      | URU Déborah Gyurcsek | 3.40-O  | 3.60-O    | 3.80-XXXX |           |           |           | 3.60 m    |
| 11      | MEX Cecilia Villar   | 3.60-XO | 3.80-XXXX |           |           |           |           | 3.60 m    |
| —       | COL Milena Agudelo   |         |           |           |           |           |           | DNS       |
| —       | ARG Alejandra García |         |           |           |           |           |           | DNS       |